# Passiflora tripartita
Passiflora tripartita (Juss.) Poir., 1811, comunemente nota come curuba o tumbo, è una pianta rampicante della famiglia delle Passifloraceae, nativa del Sud America

## Descrizione
Pianta rampicante dal gambo rotondo, striato e vellutato di circa 6 m di lunghezza, rami angolosi e foglie trilobate, di colore verde scuro, con peli gialli sulla superficie. 
Il fiore è rosa con un tubo di 4-10 cm di lunghezza e coppa a campana. 
Frutti oblunghi con pericarpo soffice, di colore giallo se maturi, di 6–15 cm di lunghezza e 3,5–5 cm di diametro ed un peso compreso tra 100 e 800 g. 
I semi hanno una copertura carnosa commestibile, succulento, dolce e arancione, sono usati per produrre succhi e gelati.

## Distribuzione e habitat
La specie è diffusa in Bolivia, Colombia, Ecuador, Panama, Perù e Venezuela.

## Tassonomia
La curuba de Castilla o tumbo serrano, prima identificata come Passiflora mollissima (Bailey, 1916, è considerata oggi come Passiflora tripartita var. mollissima (Kunth) Holm-Niels. & Jørgensen, 1988 (ossia una sottospecie della P. tripartita).